# أجاي راج سينغ
أجاي راج سينغ (بالإنجليزية: Ajay Raj Singh)‏ هو عداء سريع هندي، ولد في 1 مايو 1978.

## وصلات خارجية
- أجاي راج سينغ على موقع الاتحاد الدولي لألعاب القوى (الإنجليزية)
- أجاي راج سينغ على موقع أوليمبيديا (الإنجليزية)